# 竹子腳 (高雄市燕巢區)
竹子腳，原寫為竹仔腳，是臺灣高雄市燕巢區的一個傳統地域名稱，位於該區西北部。相較於今日行政區，其範圍大致包括西燕里不含東南部及東北部、瓊林里東部較大凸出部分及東北部凸出部分。
本地區境內主要聚落為竹仔腳。阿公店水庫位於本地區東北部邊界地帶。

## 歷史
台灣日治初期，竹子腳地區為一街庄，稱為「竹仔腳庄」（舊制街庄），隸屬於觀音上里。該庄昔日西北隔阿公店溪與拕仔庄為界，東北隔阿公店溪主流上游濁水溪與水蛙潭庄為界，東與援巢中庄為鄰，南邊為援巢右庄，西邊為瓊仔林庄。
1901年（日治明治三十四年）11月11日，全台廢縣廳改設二十廳，該庄隸屬於鳳山廳。1904年（明治三十七年）5月3日，該庄編入「援巢中區」，隸屬於鳳山廳。1909年（明治四十二年）10月25日，全台合併二十廳為十二廳，援巢中區改隸屬於臺南廳。1920年（大正九年）10月1日，全台地方制度大改正，廢十二廳改設五州二廳，該庄改制並雅化為「竹子腳」大字，隸屬於高雄州高雄郡燕巢庄（新制街庄）。1924年（大正十三年）12月25日，高雄郡廢郡，燕巢庄改隸屬於岡山郡。
戰後燕巢庄改制為燕巢鄉，隸屬於高雄縣，大字亦改制為村。1950年（民國39年）10月1日，高、屏分治，燕巢鄉仍隸屬於高雄縣。2010年（民國99年）12月25日，高雄縣、市合併為直轄高雄市，燕巢鄉改制為燕巢區，村亦改制為里。

## 聚落
本地區發展較早的聚落為竹仔腳，在日治初期的官方地圖上已有記載。

## 交通
區道高29線是山隙至燕巢的道路，經過本地區東北部近邊界地帶。
區道高32線是岡山至燕巢的道路，其東側端點（終點）位於本地區東部的區道高29線路口，由此向南轉西北會經過本地區的主聚落。

## 水利設施
- 阿公店水庫（部分）

## 公務機關
- 經濟部水利署南區水資源局燕巢辦公區
- 阿公店水庫風景區管理處